# Mallophora crocuscopa
Mallophora crocuscopa là một loài ruồi trong họ Asilidae. Mallophora crocuscopa được Artigas & Angulo miêu tả năm 1980. Loài này phân bố ở vùng Tân nhiệt đới.